# Christian County (Kentucky)
Christian County ist ein County im Bundesstaat Kentucky der Vereinigten Staaten. Das U.S. Census Bureau hat bei der Volkszählung 2020 eine Einwohnerzahl von 72.748 ermittelt.
Der Verwaltungssitz (County Seat) ist Hopkinsville, das nach General Samuel Hopkins benannt wurde.

## Geographie
Das County liegt im Südwesten von Kentucky, grenzt im Süden an den Bundesstaat Tennessee und hat eine Fläche von 1875 Quadratkilometern, wovon sieben Quadratkilometer Wasserfläche sind. Es grenzt in Kentucky im Uhrzeigersinn an folgende Countys: Hopkins County, Muhlenberg County, Todd County, Trigg County und Caldwell County.

## Geschichte
Christian County wurde am 13. Dezember 1796 aus Teilen des Logan County gebildet. Benannt wurde es nach Colonel William Christian, der während eines Gefechts mit Indianern getötet wurde.
49 Bauwerke und Stätten des Countys sind im National Register of Historic Places eingetragen (Stand 6. September 2017).

## Demografische Daten

Alterspyramide des Christian Countys (Stand: 2000)

Nach der Volkszählung im Jahr 2000 lebten im Christian County 72.265 Menschen. Davon wohnten 6.083 Personen in Sammelunterkünften, die anderen Einwohner lebten in 24.857 Haushalten und 18.344 Familien. Die Bevölkerungsdichte betrug 39 Einwohner pro Quadratkilometer. Ethnisch betrachtet setzte sich die Bevölkerung zusammen aus 69,92 Prozent Weißen, 23,73 Prozent Afroamerikanern, 0,52 Prozent amerikanischen Ureinwohnern, 0,91 Prozent Asiaten, 0,32 Prozent Bewohnern aus dem pazifischen Inselraum und 2,23 Prozent aus anderen ethnischen Gruppen; 2,37 Prozent stammten von zwei oder mehr Ethnien ab. 4,83 Prozent der Bevölkerung waren spanischer oder lateinamerikanischer Abstammung.
Von den 24.857 Haushalten hatten 41,1 Prozent Kinder und Jugendliche unter 18 Jahre, die bei ihnen lebten. 57,0 Prozent waren verheiratete, zusammenlebende Paare, 13,6 Prozent waren allein erziehende Mütter, 26,2 Prozent waren keine Familien, 22,5 Prozent waren Singlehaushalte und in 8,5 Prozent lebten Menschen im Alter von 65 Jahren oder darüber. Die Durchschnittshaushaltsgröße betrug 2,66 und die durchschnittliche Familiengröße lag bei 3,12 Personen.
Auf das gesamte County bezogen setzte sich die Bevölkerung zusammen aus 28,3 Prozent Einwohnern unter 18 Jahren, 15,8 Prozent zwischen 18 und 24 Jahren, 30,1 Prozent zwischen 25 und 44 Jahren, 16,0 Prozent zwischen 45 und 64 Jahren und 9,8 Prozent waren 65 Jahre alt oder darüber. Das Durchschnittsalter betrug 28 Jahre. Auf 100 weibliche Personen kamen 106,6 männliche Personen. Auf 100 Frauen im Alter von 18 Jahren alt oder darüber kamen statistisch 107,6 Männer.
Das jährliche Durchschnittseinkommen eines Haushalts betrug 31.177 US-Dollar, das Durchschnittseinkommen der Familien betrug 35.240 USD. Männer hatten ein Durchschnittseinkommen von 25.063 USD, Frauen 20.748 USD. Das Prokopfeinkommen betrug 14.611 USD. 12,1 Prozent der Familien und 15,0 Prozent der Bevölkerung lebten unterhalb der Armutsgrenze. Davon waren 19,3 Prozent Kinder oder Jugendliche unter 18 Jahre und 13,5 Prozent waren Menschen über 65 Jahre.

## Orte im County
- Apex
- Bainbridge
- Bakersport
- Barkers Mill
- Bennettstown
- Beverly
- Binns Mill
- Bluff Spring
- Carl
- Casky
- Church Hill
- Crofton
- Dogwood
- Edgoten
- Empire
- Era
- Fairview
- Fearsville
- Fidelio
- Fruit Hill
- Garrettsburg
- Gracey
- Haleys Mill
- Hawkins
- Hensleytown
- Herndon
- Honey Grove
- Hopkinsville
- Howel
- Julien
- Kelly
- Kennedy
- LaFayette
- Mannington
- Masonville
- Merrittstown
- Newstead
- Oak Grove
- Ovil
- Peedee
- Pembroke
- Pleasant Green Hill
- Pleasant Hill
- Saint Elmo
- Sinking Fork
- West Brook